# Barić Draga
Barić Draga (italsky Barich) je malá vesnice a přímořské letovisko v Chorvatsku v Licko-senjské župě, spadající pod opčinu Karlobag. Nachází se pod pohořím Velebit, asi 27 km jihovýchodně od Karlobagu. V roce 2011 zde trvale žilo 124 obyvatel.
Sousedními vesnicemi jsou Lukovo Šugarje a Tribanj.